# ترزا می
ترزا مری مِیْ (به انگلیسی: Theresa Mary May؛ زاده ۱ اکتبر ۱۹۵۶) یک سیاستمدار اهل بریتانیا است که از سال ۲۰۱۶ تا ۲۰۱۹ در سمت‌های نخست‌وزیر بریتانیا و رهبر حزب محافظه‌کار بریتانیا خدمت کرده‌است. او از سال ۱۹۹۷ نماینده مجلس عوام از میدنهد بوده‌است.
او در کابینه در سایه ویلیام هیگ، یین دانکن اسمیت، مایکل هوآرد و دیوید کامرون در مناصب مختلفی از جمله وزیر سایه کار و بازنشستگی، و رهبر در سایه مجلس عوام فعالیت کرد.
در ۲۴ مه ۲۰۱۹ ترزا می تأیید کرد که در هفتم ژوئن از سمت رهبری حزب محافظه کار استعفا خواهد داد. می در مقابل دفتر نخست‌وزیری بیانیه‌ای را خواند و گفت: «اکنون برای من روشن شده که منافع بریتانیا با یک نخست‌وزیر جدید بهتر تأمین می‌شود.»

## پیش از سیاست
وی در ایست‌بورن شهرستان ساسکس در انگلستان متولد شد. در دانشگاه آکسفورد جغرافیا خوانده و پیش از عضویت در پارلمان بریتانیا، در سیتی لندن (مرکز مالی و بانکی لندن) کار می‌کرد.

## عضویت در پارلمان
ترزا می اولین بار در انتخابات سراسری بریتانیا در ۱۹۹۷ به عضویت در پارلمان بریتانیا انتخاب شد.
او در سال ۲۰۰۲ به عنوان رئیس حزب محافظه کار منصوب شد و به‌عنوان عضو محترم‌ترین شورای خصوصی بریتانیا سوگند یاد کرد.

## وزارت
او از سال ۱۹۹۹ در کابینه سایه مایکل هاوارد و تا پیش از قدرت‌گیری حزب محافظه‌کار، به عنوان وزیر امور آموزش و کار بوده‌است. در دوره نخست‌وزیری تونی بلر از حزب رقیب کارگر، برای بیش از ده سال او در پست‌های مختلف در کابینه سایه ماند، که بخش عمده‌ای از آن به‌عنوان وزیر امور زنان و برابری بود.
با رسیدن دیوید کامرون به نخست‌وزیری بریتانیا در سال ۲۰۱۰، می به‌عنوان وزیر کشور بریتانیا و وزیر زنان و برابری‌ها برگزیده شد. در سال ۲۰۱۲ سمت وزیر زنان و برابری‌ها را به ماریا میلر واگذار کرد و تا ماه ژوئیه ۲۰۱۶ وزیر کشور بریتانیا باقی ماند. همین حفظ پست، او را در موقعیتی ویژه قرار داد، چرا که در پنجاه سال گذشته هیج کس ۶ سال پیاپی در این پست کلیدی نبوده‌است.

## نخست‌وزیری
ترزا می پس از استعفای دیوید کامرون در پی رأی مردم این کشور مبنی بر خروج بریتانیا از اتحادیه اروپا جانشین وی شد. او دومین نخست‌وزیر زن بریتانیا پس از مارگارت تاچر است. البته برخلاف تاچر، او بدون پیروزی در انتخابات زمام امور را به دست گرفت.

## فعالیت‌های مدنی
ترزا می از پیگیران قانون ازدواج همجنس‌گرایان در بریتانیا است.
او طرفدار فمینیسم و یکی از پایه‌گذاران گروه «زنان برای برنده شدن» است. این گروه تلاش می‌کند که زنان بیشتری را به نمایندگی مجلس از حزب محافظه کار ترغیب کند.

## ویژگی‌های فردی
او را فردی «بدجور سرسخت»، «محکم» و «غیرقابل انعطاف» می‌دانند. او این توصیف دربارهٔ خودش را مایه افتخار می‌داند. همچنین او را فردی «مطمئن» توصیف می‌کنند، یعنی اگر کاری را که به او بدهند به سرانجام می‌رساند.

او دربارهٔ خود می‌گوید:
"من سیاستمدار اهل خودنمایی نیستم، دائم از یک استودیو خبری به استودیوی دیگر نمی‌روم، سرناهار با همکارانم غیبت بقیه را نمی‌کنم و در مشروب فروشی‌های اطراف پارلمان با بقیه مشروب نمی‌خورم، اما کارم را بلدم".
 یکی از ویژگی‌های می، توانایی‌اش در مذاکره و توجه به جزئیات در چانه‌زنی است.
از انتقادهای وارد به او در سال‌های گذشته این است که با وزارت کشور مانند ملک شخصی برخورد می‌کند و به افکار عمومی توجه چندان نمی‌دهد و با معاونانش، پیمان دوستی می‌بندد. این مسائل برای وزارتخانه‌ای که دائماً با مردم ارتباط مستقیم دارد، مسئله ایجاد می‌کرد.

## زندگی شخصی
او که فرزند یک کشیش انگلیکان است، در سال ۱۹۸۰ ازدواج کرد و فرزندی ندارد. او دربارهٔ زندگی خصوصی خود صحبت نمی‌کند.